# Nazionale maschile under 18 di calcio della Francia
La nazionale di calcio francese Under-18 è la rappresentativa calcistica Under-18 della Francia ed è posta sotto l'egida della Federazione calcistica della Francia.

## Palmarès
- Campionato europeo di calcio Under-18: 8 (1949, 1983, 1996, 1997, 2000, 2005, 2010, 2016)